# Estación de Acton Town
Acton Town es una estación del metro de Londres que se encuentra en el barrio de Acton, al oeste de Londres. Esta estación está ubicada en la Zona 3 de Travelcard y sirve a las líneas Discrict y Piccadilly. Tal línea se divide en esta estación en el ramal hacia Uxbridge y el ramal hacia Heathrow.
Fue abierta el 1 de julio de 1879 bajo el nombre de Mill Hill Park, y fue renombrada Acton Town el 1 de marzo de 1910. El 4 de julio de 1932 comenzó a operar en esta estación la línea Piccadilly. El edificio original de ladrillos fue remodelado en febrero de 1910, y de nuevo entre 1932 y 1933.